# Llaranes
Llaranes és un barri d'Avilés, Principat d'Astúries, Espanya, construït els anys 1950 per a acollir els treballadors que varen anar-hi des de tot Espanya a treballar a l'empresa siderúrgica Ensidesa (actual ArcelorMittal).
S'hi van construir habitatges per als treballadors i llurs famílies, i també serveis complementaris: escoles, esglésies, camps esportius, economat, etc. Hi ha dues escoles d'educació primària el Col·legi Públic de Llaranes i el Col·legi Públic Apolinar García Hevia.
Actualment el barri es divideix entre «Llaranes vell»" (anterior a l'establiment d'Ensidesa), que comprèn la zona i carrers al voltant de l'antiga església de Sant Llorenç, patró de Llaranes) i «Llaranes nou», (blocs de dues plantes i pantalles de tres, construïts els anys 1950, així com "La Espina": edificis de vuit a deu plantes, construïts els anys 1970.
Destaquen també les instal·lacions esportives de «La Toba», amb diversos camps de futbol i hoquei sobre herba artificial, pista d'atletisme, pistes de tennis, poliesportiu, etc. Hi ha també un estadi de futbol anomenat "Muro de Zaro", on en el passat hi jugava l'equip de futbol d'"Ensidesa", posteriorment anomenat Real Avilés Industrial.
L'any 1970 s'hi va celebrar el 35è Campionat d'Espanya d'escacs, guanyat per Ernesto Palacios de la Prida, per davant de l'alcoià Ricardo Calvo

## Patrimoni
- Església de Santa Bàrbara (Llaranes)